# Weibliche Ejakulation
Als weibliche Ejakulation wird das stoßweise Freisetzen eines Sekrets auf dem Höhepunkt der sexuellen Erregung bei Frauen bezeichnet, der mit einem intensiven Lusterlebnis verbunden ist. Das Ejakulat wird durch die Ausgänge der Paraurethraldrüse (Glandula paraurethralis oder Skene-Drüse) abgesondert. Diese sexuelle Reaktion der Frau unterlag lange Zeit einer medizinischen und gesellschaftlichen Tabuisierung. Weiterer Forschungsbedarf besteht unter anderem zur genauen Zusammensetzung des Ejakulats, des genauen anatomischen und physiologischen Entstehungsorts sowie der Vorgänge, die zum Auslösen der Ejakulation führen.

## Auslöser
Eine weibliche Ejakulation wird in der Regel durch eine ausgiebige Stimulation der gesamten Klitoris einschließlich des Bereichs der sogenannten Gräfenberg-Zone entweder bei erregendem Vorspiel (Petting), Vaginalverkehr oder bei Masturbation ausgelöst. Die bei starker sexueller Erregung hervorgerufenen Kontraktionen des Musculus pubococcygeus, eines der Muskeln, die die weiblichen Genitalien im Bereich des Beckenbodens umgeben, und der gleichzeitige Sekretionsvorgang der Skene-Drüse können eine Ausstoßung von Ejakulat bewirken. Der Orgasmus der Frau kann sowohl mit als auch ohne weibliche Ejakulation als befriedigend erlebt werden.

## Squirting

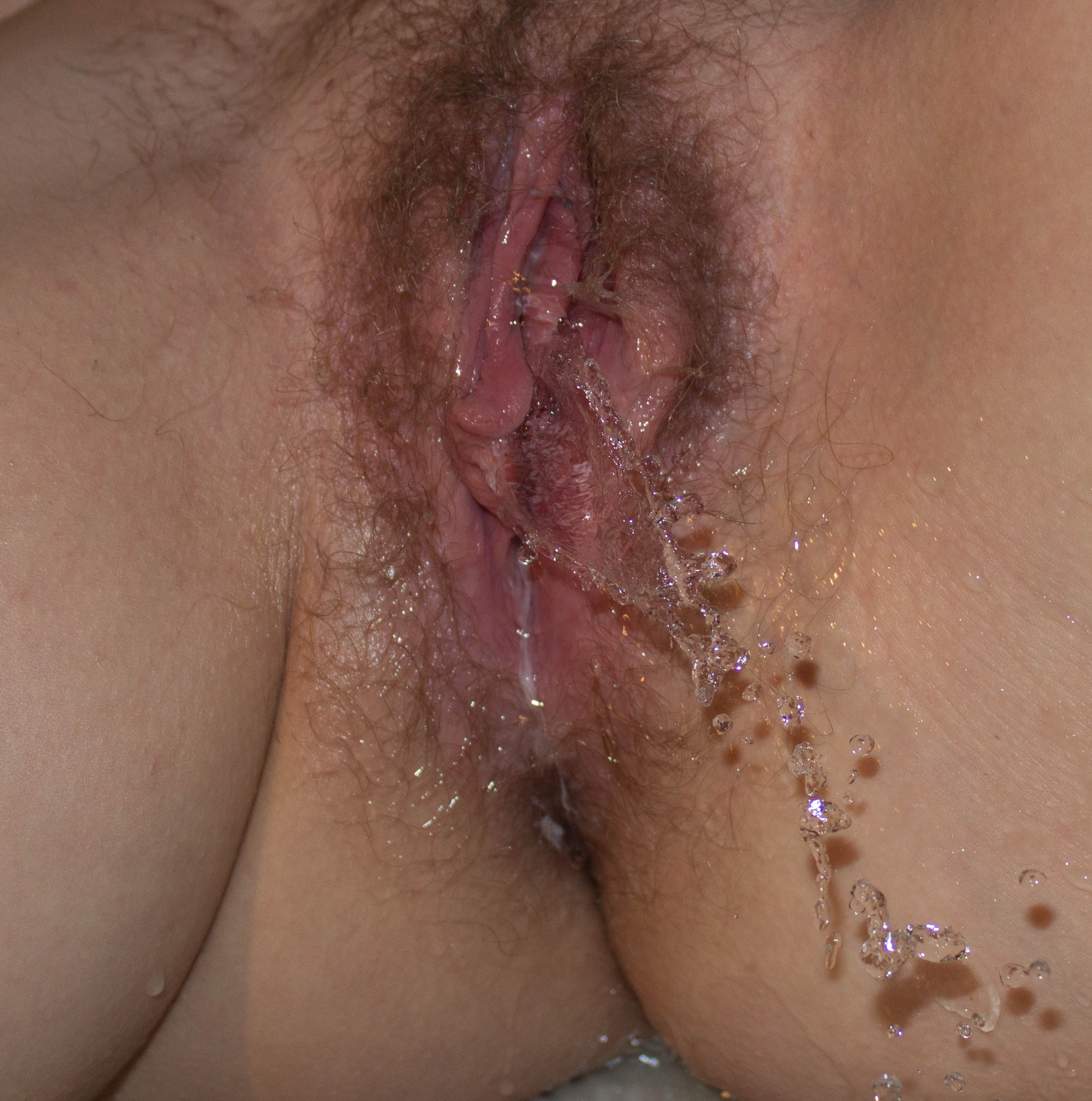
Flüssigkeitsschwall aus der Vulva. Es werden Volumina von wenigen Millilitern bis ca. 100 ml beschrieben.

Bei der weiblichen Ejakulation und dem sogenannten Squirting („Spritzen“ von größeren Mengen Flüssigkeit) handelt es sich im Grunde um zwei verschiedene Vorgänge, die gleichzeitig während eines Orgasmus auftreten können: Squirting allein bezeichnet ein stoßweises Ausspritzen von in der Blase befindlichem Urin. Die Weibliche Ejakulation ist daher gegebenenfalls sowohl ein Ausstoßen des weißlichen bis durchsichtigen Ejakulats aus der Skene-Drüse als auch ein Ausstoßen von Urin aus der Blase, wobei sich beide Flüssigkeiten unmittelbar vermischen, da die Drüsenmündungen direkt neben der Harnröhrenöffnung liegen.
„Squirt-Flüssigkeit besteht hauptsächlich aus Wasser und großen Mengen Harnsäure, Harnstoff, Kreatinin und Natrium“, enthält aber auch das prostataspezifische Antigen PSA – ein Enzym, aus den Skene-Drüsen.
An der weiblichen Ejakulation ist die Muskelkontraktion (Muskelkraft) und die Kontraktionsabfolge des Musculus pubococcygeus beteiligt.

## Häufigkeit
Die Frage, wie viele Frauen beim Orgasmus ejakulieren, konnte bislang (Stand 2020) nur sehr ungenau abgeschätzt werden. Direkte Beobachtungen sind nur für wenige Einzelfälle publiziert worden. Umfragen mit Hunderten von Fragebögen zeigten sehr unterschiedliche Ergebnisse. In den 1960er Jahren gingen Masters und Johnson von einem Prozentsatz von 4,7 % aus. Neuere Studien vermuteten hingegen einen deutlich höheren Prozentsatz von bis zu 54 %.
Mit der Technik Kunyaza sollen in Ruanda über 80 % der Frauen Ejakulationen erleben.

## Entdeckungsgeschichte
Im altchinesischen Prosagedicht Rezepturen zum Nähren des Lebens (Yang Sheng Fang), das aus den seit der zweiten Hälfte des zweiten vorchristlichen Jahrhunderts bekannten Mawangdui-Gräbern stammt, wurde eine detaillierte Beschreibung gefunden, wie eine Frau zur Ejakulation gebracht werden kann.
Aristoteles berichtete um 300 v. Chr. von einer flüssigen Absonderung beim weiblichen Orgasmus, die jedoch keine Spermien enthalte. Galen beschrieb im 2. Jahrhundert eine weibliche Prostata, aus der von Frauen Spermien ejakuliert werden können. Renate Syed konnte anhand einer Untersuchung einiger bedeutender Werke der altindischen Sexualwissenschaft wie beispielsweise des Kamasutras des 4. Jahrhunderts n. Chr. darlegen, dass den Autoren dieser Texte die weibliche Ejakulation ebenfalls bekannt war.
Die Kunyaza-Technik soll in Ruanda, Uganda und Kenia seit mindestens 150 Jahren, vielleicht schon seit dem 16. Jahrhundert praktiziert werden und dort bis zu 80 % der Frauen zur Ejakulation bringen.
In der Renaissance bezieht sich der Anatom Realdo Colombo in seiner Arbeit über die Funktion der Klitoris auf die weibliche Ejakulation.
Eine detaillierte Beschreibung als „schwallartiger Erguss“ während der Erregung verfasste 1672 der niederländische Arzt Regnier de Graaf in seinem Werk über die weiblichen Geschlechtsorgane. Er wies auch auf eine besonders sensible Zone in der vorderen Scheidenwand hin, die er mit der Prostata des Mannes verglich.
Im Jahre 1904 vertrat der Psychologe Havelock Ellis die Theorie, dass die weibliche Ejakulation analog zum Sperma sei und aus den Bartholin-Drüsen stamme.
1950 beschrieb der deutsche Gynäkologe Ernst Gräfenberg diese Zone und ihre Bedeutung, die später als Gräfenberg-Zone (umgangssprachlich, aber fachlich unkorrekt G-Punkt) bezeichnet wurde. Der Gynäkologe Chua Chee Ann aus Malaysia fand 1997 in der Scheidenvorderwand auch eine noch reizempfindlichere AFE-Zone (umgangssprachlich, aber fachlich ebenfalls unkorrekt A-Punkt).
In der Literatur ab dem 17. Jahrhundert war die als „Freudenfluss“ benannte Flüssigkeit, die bei der weiblichen Ejakulation freigesetzt wird, wohl bekannt, wurde aber von der Wissenschaft bis in die Neuzeit weitgehend ignoriert. Ausnahmen waren der bereits genannte Ernst Gräfenberg und der Grazer Psychiater Richard von Krafft-Ebing, der 1888 anmerkte, dass „auch beim Weibe ein den Moment höchster Wollust markierender Ejaculationsvorgang oder Ejaculationsgefühl besteht“.

## Anatomie und Physiologie
Quelle des Ejakulats sind die Paraurethraldrüsen (Skene-Drüsen). Zwei Arbeitsgruppen haben die funktionelle Einheit von Vagina, Klitoris und Harnröhre bei sexueller Erregung und Orgasmus beschrieben. Diese Organe hätten eine gemeinsame Versorgung durch Blutgefäße und Nervensysteme und würden bei sexueller Erregung als Einheit reagieren. Für dieses zusammenhängende Organsystem schlug eine Gruppe die Bezeichnung klito-urethro-vaginaler Komplex vor (clitourethrovaginal, CUV, complex).

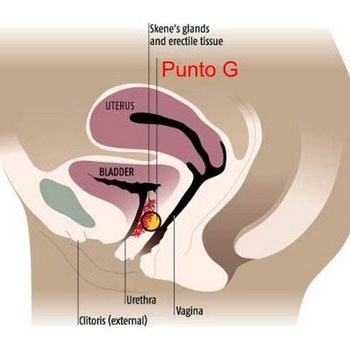
Paraurethraldrüse („Skene-Drüse“) mit der hypothetischen, angeblich in einem („ringförmigen“) periurethralem Bindegewebe liegenden, Gräfenberg-Zone (G-Punkt); Skizze in Sagittalebene
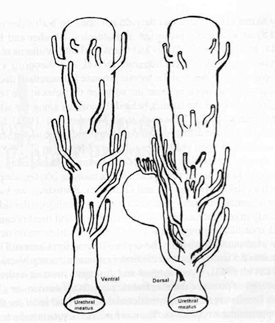
Anatomischer Aufbau der paraurethralen Drüsen einer Frau mit Urethra – Meatus urethrae externus (Bild unten) und den von dorsal bzw. ventral einmündenden Drüsenausfuhrgängen
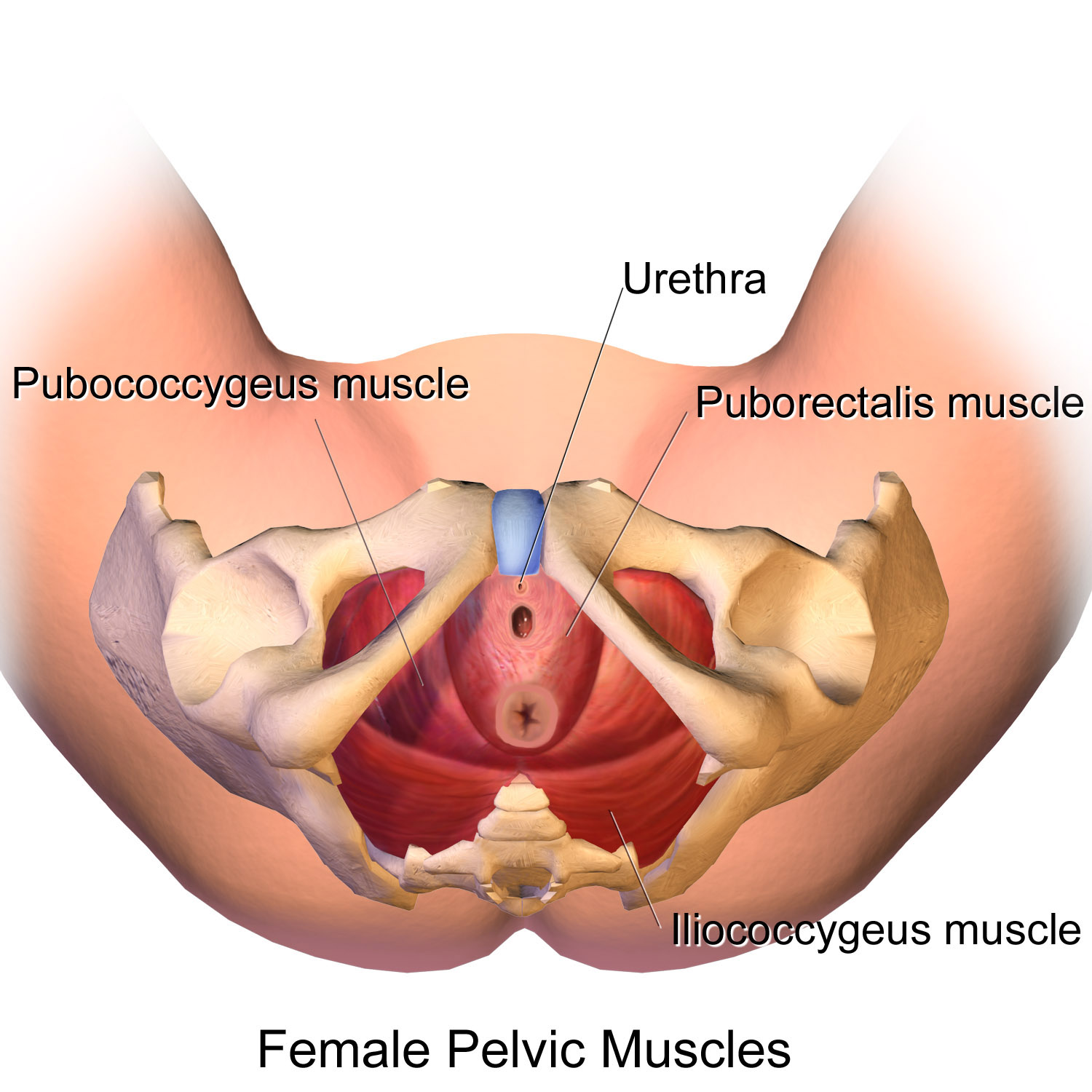
Beckenbodenmuskulatur der Frau unter anderem mit Musculus pubococcygeus

## Neuronale Steuerung
Die Klitoris wird vom Nervus dorsalis clitoridis innerviert, einem Ast des paarigen Nervus pudendus. Dieser kommt aus dem Plexus sacralis, einem Astgeflecht aus den 2., 3. und 4. Sakralnerven. Der Nervus pudendus führt sowohl allgemein-somatosensible und somatomotorische Nervenfasern mit sich. Auch das Perineum, die Vulva und das untere (distale) Scheidendrittel erhalten ihre nervalen Impulse von dem Nervus pudendus.
- Der Nervus genitofemoralis versorgt die Haut des Venushügels und die äußeren Schamlippen.[36]
- Der Nervus rectalis inferior versorgt die Analhaut und den äußeren Schließmuskel.
- Der Nervus dorsalis clitoridis ist ausschließlich ein sensorischer Nerv für die Klitoris.
- Die Dammnerven, Nervi perinales, versorgen Teile der großen und kleinen Schamlippen, des Scheideneingangs, der perinealen Haut und der distalen Harnröhre mit sensorischer Innervation, jedoch den äußeren Harnröhrenschließmuskel mit motorischer Innervation.[37]

Somit ist es der somatische Nervus pudendus, der mit seinen sensiblen Anteilen die Blase und Urethra innerviert, aber die quergestreifte Muskulatur des Beckenbodens und der Urethra motorisch versorgt.
Das obere (proximale) Drittel der Vagina wird aus den Beckennervengeflechten versorgt, welche aus sympathischen und parasympathischen Fasern bestehen. Die parasympathischen Nervenfasern entspringen den Segmenten S2 bis S4 des Rückenmarks und verlaufen über den Nervus pelvicus. Die sympathischen Fasern kommen aus Segment Th12 bis L2 und werden im Plexus hypogastricus (Plexus hypogastricus superior, Plexus hypogastricus inferior) umgeschaltet.
- Der Plexus uterovaginalis, auch als Frankenhäuser Plexus bezeichnet, kommt aus dem Plexus hypogastricus inferior, der vom Plexus hypogastricus superior abzweigt. Er liegt im subperitonealen Bindegewebe auf der Höhe der Cervix uteri und versorgt von dort aus Gebärmutter, Vagina, Eileiter und Eierstock.
- Der Plexus ovaricus kommt oberhalb des Plexus hypogastricus superior aus dem Plexus aorticus abdominalis, begleitet die Gefäße der Arteria ovarica durch das Ligamentum suspensorium ovarii und versorgt Eileiter, Eierstock und Teile der Gebärmutter.

## Aktuelle Rezeption und Forschung

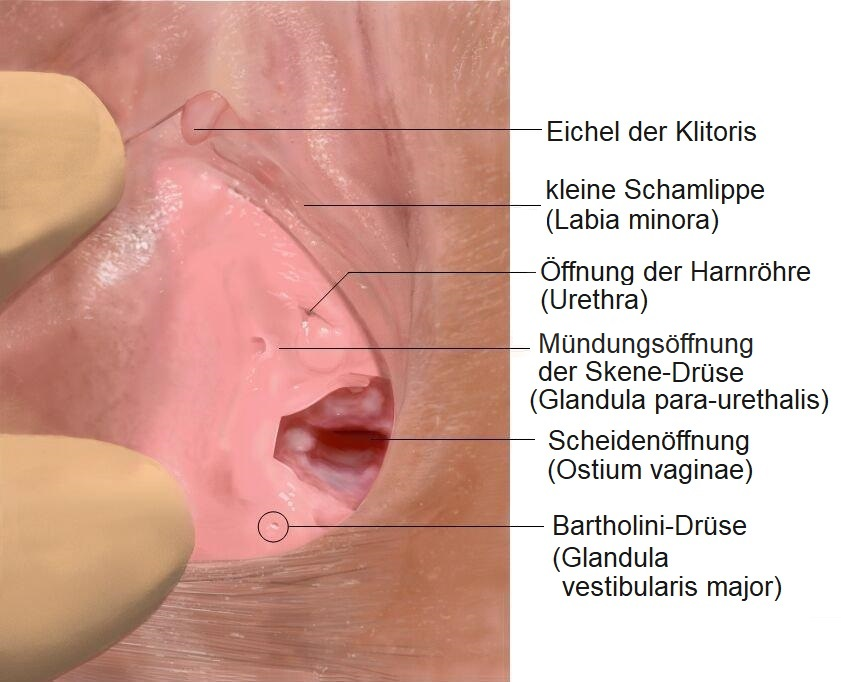
Weibliches Genital (Vulva) mit den anatomisch umstrittenen äußeren Mündungsstellen der Skene-Drüsen

Ab den 1970er Jahren wurde das Thema weibliche Ejakulation im Zuge der Frauenbewegung erneut aufgegriffen. Im Kontext der Frauenselbsthilfebewegung wird darauf unter dem Oberbegriff Lubrikationsproblematik insbesondere in dem Aufklärungsbuch zu lesbischer Sexualität Sapphistrie von Pat Califia (1981) eingegangen. Schwerpunkt bildet hier die Vermittlung der weiblichen Ejakulation als natürlichem Teil des weiblichen sexuellen Erlebnisspektrums. 1987 wurde die weibliche Ejakulation in dem Handbuch A New View of a Woman’s Body, herausgegeben von Carol Dawner (USA), Initiatorin der Vaginalen Selbstuntersuchung, unter der Bezeichnung „Freudenfluss“ beschrieben. Dieses Buch beruht auf Forschungen einer Gruppe um Dawner zu lesbischer Sexualität. Hierbei gewonnene Erkenntnisse zur weiblichen Ejakulation wurden der Sexualforscherin Beverly Whipple (Emerita an der Rutgers University) und dem Sexualforscher John D. Perry, Autorin bzw. Autor des Buches G-Point, übermittelt. Dies trug unter anderem dazu bei, dass Ende der 1970er Jahre das Thema weibliche Ejakulation in den USA wieder verstärkt in die gesellschaftliche Diskussion eintrat.
Gleichzeitig mit der Anerkennung der Existenz der Gräfenberg-Zone durch die Arbeiten von Ladas, Whipple und Perry wurde die weibliche Ejakulation Gegenstand medizinischen Interesses. Im Jahre 1981 präsentierten F. Addiego und Kollegen eine Studie zum Nachweis dieses Phänomens. 1988 publizierte Karl F. Stifter das erste umfassende Buch dazu. Darling, Davidson und Conway-Welch schrieben 1990, dass 40 % der befragten Frauen von einem Flüssigkeitsausstoß berichtet hätten.
Die Flüssigkeit hat ein klares Aussehen, der Geruch ist mehr oder weniger stark, der Geschmack ist scharf. Nach anderer Quelle sieht die Flüssigkeit, die in der Menge etwa eines Teelöffels ausgestoßen wird, wie abgestandene Magermilch aus (watered-down fat-free milk) und schmeckt süß (tasting sweet).

### Übersichtsarbeiten
- E. A. Jannini, O. Buisson, A. Rubio-Casillas: Beyond the G-spot: clitourethrovaginal complex anatomy in female orgasm. In: Nature reviews Urology. Band 11, Nr. 9, September 2014, S. 531–538, doi:10.1038/nrurol.2014.193, PMID 25112854 (Review).
- H. E. O’Connell, N. Eizenberg, M. Rahman, J. Cleeve: The anatomy of the distal vagina: towards unity. In: The journal of sexual medicine. Band 5, Nr. 8, August 2008, S. 1883–1891 (Review), doi:10.1111/j.1743-6109.2008.00875.x, PMID 18564153.
- Z. Pastor, R. Chmel: Differential diagnostics of female „sexual“ fluids: a narrative review. In: International urogynecology journal. Band 29, Nr. 5, Mai 2018, S. 621–629, doi:10.1007/s00192-017-3527-9, PMID 29285596 (Review), PDF.
- V. Puppo: Anatomy and physiology of the clitoris, vestibular bulbs, and labia minora with a review of the female orgasm and the prevention of female sexual dysfunction. In: Clinical anatomy. Band 26, Nr. 1, Januar 2013, S. 134–152, doi:10.1002/ca.22177, PMID 23169570 (Review), PDF.
- F. D. Rodriguez, A. Camacho, S. J. Bordes, B. Gardner, R. J. Levin, R. S. Tubbs: Female ejaculation: An update on anatomy, history, and controversies. In: Clinical anatomy. [elektronische Veröffentlichung vor dem Druck] Juli 2020, doi:10.1002/ca.23654, PMID 32681804 (Review), PDF.
- Beverly Whipple: Female Ejaculation, G Spot, A Spot, and Should We Be Looking for Spots? In: Current Sexual Health Reports. Juni 2015, Band 7, Nr. 2, S. 59–62, doi:10.1007/s11930-015-0041-2 (volltext online).
- Karl F. Stifter: Die dritte Dimension der Lust – Das Geheimnis der weiblichen Ejakulation. Ullstein, Frankfurt am Main 1998, ISBN 3-550-07809-9.

### Geschichte
- Ernst Gräfenberg: The Role of Urethra in Female Orgasm. In: The International Journal of Sexology. Band 3, Nr. 3, 1950, S. 145–148.
- John W. Huffman: The detailed anatomy of the paraurethral ducts in the adult human female. In: American Journal of Obstetrics and Gynecology. 1948, Band 55, S. 86–101.
- John W. Huffman: Clinical significance of the paraurethral ducts and glands. In: Archives of Surgery. 1951, Band 62, S. 615–626.
- Renate Syed: Zur Kenntnis der „Gräfenberg-Zone“ und der weiblichen Ejakulation in der altindischen Sexualwissenschaft. Ein medizinhistorischer Beitrag. In: Sudhoffs Archiv. Zeitschrift für Wissenschaftsgeschichte. Band 83, Nr. 2, 1999, S. 171–190.

### Kulturgeschichte
- Stephanie Haerdle: Spritzen. Geschichte der weiblichen Ejakulation (= Nautilus Flugschrift.). Edition Nautilus, Hamburg 2020, ISBN 978-3-96054-215-5; überarbeitete Neuausgabe. Edition Nautilus, Hamburg 2024, ISBN 978-3-96054-354-1.

### Ideengeschichte
- Sabine zur Nieden: Weibliche Ejakulation. Variationen zu einem uralten Streit der Geschlechter. (= Beiträge zur Sexualforschung. Band 91). 2. Auflage. Psychosozial-Verlag, Gießen 2009, ISBN 978-3-8379-2004-8. (Erstausgabe: Enke-Verlag, Stuttgart 2004; Dissertation Universität Frankfurt am Main 1991, unter dem Titel: Theoretische und empirische Studien zur weiblichen Ejakulation).